# Henry de Menten de Horne

Henry de Menten de Horne samen met Paul Mondron, Ferdinand Poswick en Yves van Strydonck de Burkel in de Verenigde Staten

Ridder Henry Gustave Marie Ghislain de Menten de Horne (Vieux-Waleffe, 7 december 1896 - Etterbeek, 27 december 1988) was een Belgisch cavalerieofficier en Olympisch ruiter. Hij was voorzitter van de Koninklijke Belgische Ruitersportfederatie.

## Biografie

### Familie
Ridder Henry de Menten de Horne was een telg uit het geslacht De Menten de Horne. Hij was een zoon van baron Armand de Menten de Horne (1853-1939), provincieraadslid van Limburg, en Isabelle Mincé du Fontbaré (1853-1921). Hij was een kleinzoon van baron Léon de Menten de Horne, gemeenteraadslid van Sint-Truiden en gedeputeerde van Limburg, en Gustave Mincé du Fontbaré, burgemeester van Fumal. Hij was een neef van ridder Albert de Menten de Horne, provincieraadslid van Limburg en volksvertegenwoordiger, en jhr. Charles Mincé du Fontbaré, burgemeester van Fumal, provincieraadslid van Namen, volksvertegenwoordiger en senator.
Hij trouwde in 1920 in Brussel met Caroline Dumont de Chassart (1897-1987), dochter van Auguste Dumont de Chassart, burgemeester van Villers-la-Ville en senator. Ze kregen twee zoons en twee dochters.
Hij was een schoonbroer van baron Gaston de Trannoy, generaal, Olympisch ruiter, sportbestuurder en gemeenteraadslid van Villers-la-Ville.

### Loopbaan
Tijdens de Eerste Wereldoorlog was De Menten de Horne vrijwilliger, waarna hij beroepshalve cavalerieofficier werd.
Hij won talrijke paardenwedstrijden in Duitsland, Zwitserland, Polen, Roemenië, de Verenigde Staten en Canada. Hij nam ook deel aan de Olympische Zomerspelen 1936 in Berlijn. Hij strandde op de 11e plaats in het individuele springconcours, maar miste op het nippertje een gouden medaille in het teamklassement, na een fout op het parcours gemaakt door het paard van de laatste Belgische ruiter, wat leidde tot de uitschakeling van het team. Ridder De Menten de Horne reed op een donkerbruine ruin genaamd Musaphiki. Hij werd geboren in 1918 en kwam in 1941 om het leven nadat hij werd gevangen genomen door de Duitsers en een Duitse officier die op hem wilde rijden doodde door hem neer te gooien, waarna het weerspannige paard werd gedood.
In 1939 ontving hij de Nationale trofee voor sportverdienste.
In 1940 nam De Menten, hoewel hij inmiddels gepensioneerd was, opnieuw de wapens op. Hij werd voor de rest van de oorlog gevangengezet in een officierskamp in Duitsland, eerst in Prenzlau en vanaf 1943 in Fishbeck. Zijn vrouw en hun twee zonen, Thierry en Pierre, steunden op hun beurt de activiteiten van het Geheim Leger in Haspengouw.
Van 1956 tot 1976 was hij in opvolging van een andere Belg, Roger Moeremans d'Emaüs, secretaris-generaal en van 1965 tot 1976 schatbewaarder van de Internationale Ruitersportfederatie en vanaf 1954 bijna 30 jaar lang voorzitter van de Koninklijke Belgische Ruitersportfederatie.